# William C. Dawson
William C. Dawson (Greensboro, 1798. január 4. – Greensboro, 1856. május 5.) az Amerikai Egyesült Államok szenátora (Georgia, 1849–1855).